# Bodil Steensen-Leth
Bodil Steensen-Leth, født Heide-Jørgensen (født 12. januar 1945 i Svendborg) er en dansk forfatter.
Hun er datter af læge Henning Heide-Jørgensen, blev student fra Svendborg Gymnasium i 1963, og efter et studieophold ved University of Oregon i USA 1963-64 og efterfølgende studier ved Københavns Universitet giftede hun sig 1967 med godsejeren Christian Vincens Steensen-Leth og flyttede til herregården Steensgård på det nordlige Langeland.
Samtidig med hvervet som landhusmor begyndte Bodil Steensen-Leth et fjernstudium ved Odense Universitet og blev cand.phil. i engelsk 1972. Først da børnene ikke længere krævede så meget tid, fik hun overskud til for alvor at begynde at skrive, hvilket resulterede i debuten i 1984 Pandæmonien og andre fortællinger.
Hun har modtaget en engangsydelse fra Statens Kunstfond i 1988 og et rejselegat fra samme 1999. Hun har været skribent og litteraturanmelder ved Jyllands-Posten 1978-98. Medlem af Modersmålsselskabets bestyrelse 1982-88.